# HD 23474
HD 23474，又名CP-78 105，SAO 256005、HR 1154，是一颗恒星，视星等为6.29，位于銀經293.48，銀緯-35.59，其B1900.0坐标为赤經3h 40m 18.1s，赤緯-78° -35.59′ 45″。